# The Great Depression
A The Great Depression az amerikai rapper DMX negyedik stúdióalbuma. A lemez 2001 október 23-án jelent meg és ez lett DMX negyedik olyan albuma, amely az első helyen debütált a listákon. Az album demonstrálta X erős hűségét a Ruff Ryders-hez. A The Great Depression hamar platinalemez lett, de nem tartotta magát annyira az eladásokhoz, mint az előző albumok. Három kislemez jelent meg róla, a "Who We Be", a "We Right Here" és az "I Miss You".
Az első héten 439 ezer darabot adtak el a lemezből és ez lett DMX negyedik lemeze, amely az első helyen nyitott a listákon. Ám a Billboard 200 első helye és a világszerte eladott 3 millió példány ellenére a kritikusok nem dicsérték túlságosan. Legtöbbször negatív véleményekkel értékelték, a kritikusok és a rajongók szerint is ez a leggyengébb DMX album.
A The Great Depression cenzúrázott változatban is megjelent, amelyben a káromkodásokat hangeffektekkel helyettesítették. Az "I'ma Bang" című dalban a "Get the Glock" szót is cenzúrázták, de a szám felénél már cenzúrázatlanul volt hallható.

## Dalok listája
1. "Sometimes" (intro skit) – 1:06
2. "School Street" – 3:01
3. "Who We Be" – 4:47
4. "Trina Moe" – 4:02
5. "We Right Here" – 4:27
6. "Bloodline Anthem" (feat. Dia) – 4:25
7. "Shorty Was Da Bomb" – 5:12
8. "Damien III" – 3:21
9. "When I'm Nothing" (feat. Stephanie Mills) – 4:33
10. "I Miss You" (feat. Faith Evans) – 4:40
11. "Number 11" – 4:25
12. "Pull Up" (skit) – 0:20
13. "I'm a Bang" – 5:03
14. "Pull Out" (skit) – 0:24
15. "You Could Be Blind" (feat. Mashonda) – 4:34
16. "The Prayer IV" (outro skit) – 1:42
17. "A Minute for Your Son" – 16:55

"A Minute for Your Son" dal végén hallható további három szám. Az első címe "Next out the Kennel" a Ruff Ryders csapat (Jinx, Loose, Kashmir, Big Stan, és Drag-On) közreműködésével. A következő a "Problem Child" Mysonne és Drag-On előadásában. A harmadik és utolsó a "Usual Suspects 2" Mic Geronimo és Big Stan közreműködésével.

## Lista helyezések
| Lista (2001)                      | Helyezés |
| --------------------------------- | -------- |
| Australian Albums Chart           | 99       |
| Canadian Albums Chart             | 1        |
| Chinese Albums Chart              | 60       |
| Dutch Albums Chart                | 25       |
| French Albums Chart               | 69       |
| German Albums Chart               | 10       |
| New Zealand Albums Chart          | 38       |
| Swiss Albums Chart                | 60       |
| UK Albums Chart                   | 20       |
| U.S. Billboard 200                | 1        |
| U.S. Billboard R&B/Hip-Hop Albums | 1        |